# WWF Mayhem in Manchester
WWF Mayhem in Manchester fue un evento de lucha libre profesional de Reino Unido producido por la World Wrestling Federation (WWF) que tuvo lugar sobre 4 de abril de 1998 en el Nynex Arena en Mánchester, Inglaterra. El evento fue dado a conocer en una forma editada sobre VHS en Norteamérica y en el Reino Unido.

## Resultados
- Jeff Jarrett (con Tennessee Lee) venció a Brakkus. (07:38)
  - Jarret forzó a Brakkus a rendrise con un "Figure-Four Leg Lock".
- The Godwinns (Henry & Phineas) derrotaron a Disciples of Apocalypse (Skull & 8-Ball) en un Strap match. (13:45)
  - Henry cubrió a Skull después de un "Slopdrop"
- Bradshaw derrotó a Marc Mero (con Sable). (10:17)
  - Bradshaw cubrió a Mero después de un "Clothesline from Hell".
- Ken Shamrock & Owen Hart derrotaron a Nation of Domination (The Rock & D'Lo Brown). (06:19)
  - Shamrock forzó a Brown a rendrise con un "Ankle Lock".
- The Artist Formerly Known As Goldust (con Luna) derrotó a Cactus Jack. (13:23)
  - Goldust cubrió a Jack después de que fallara un "Suplex" con ayuda de Luna.
- Legion of Doom 2000 (Hawk & Animal) (con Sunny) derrotaron a los Campeones en Pareja de la WWF The New Age Outlaws (Road Dogg & Billy Gunn) por descalificación. (12:51)
  - NAO fue descalificado después de que Chyna aplicara un "Low Blow" a Animal
  - Como consecuencia, NAO retuvo los títulos.
- Steve Austin derrotó a Triple H (con Chyna) reteniendo el Campeonato de la WWF. (29:13)
  - Austin cubrió a HHH después de un "Stone Cold Stunner"
- The Undertaker derrotó a Kane (con Paul Bearer). (21:32)
  - Undertaker cubrió a Kane después de un "Tombstone Piledriver".